# Apprentissage hybride

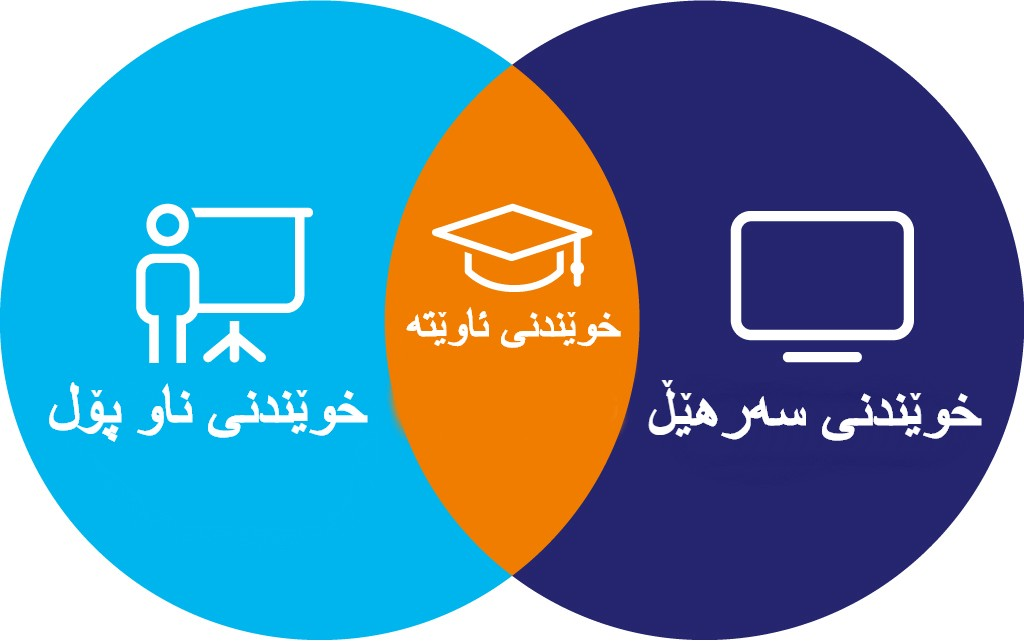
Illustration de l'apprentissage hybride qui consiste à combiner les séquences de formation en ligne

 (avril 2022).
Si vous disposez d'ouvrages ou d'articles de référence ou si vous connaissez des sites web de qualité traitant du thème abordé ici, merci de compléter l'article en donnant les références utiles à sa vérifiabilité et en les liant à la section « Notes et références ».
L'apprentissage hybride ou mixte (en anglais « blended learning ») est une formule pédagogique qui résulte d’une combinaison de séquences de formation en ligne (e-learning) et de formation en présentiel. Elle offre certains avantages comme un espace de travail plus collaboratif pour les apprenants. 
L’utilisation des technologies de l’information et de la communication donne l’opportunité à l’apprenant d’avoir, dans une certaine mesure, un contrôle sur le temps, le lieu, les moyens et la vitesse. À ce titre, on distingue l'apprentissage synchrone : les formateurs et les élèves suivent en même temps un module de formation et asynchrone : les élèves suivent de façon différée grâce à des ressources pré-établies par l'enseignant (vidéo, diaporama, contenu interactif...). 

## Méthodologies d'apprentissage
Il n'y a que peu de consensus sur la définition de l'apprentissage hybride. L'ouvrage entièrement consacré à ce sujet datant de 2003 par Kaye Thorne.
Certaines études scientifiques ont suggéré que le terme est utilisé de façon redondante afin de couvrir une pléthore de styles de formation. Cependant, certains chercheurs et think-tanks éducatifs suggèrent que cette méthodologie inclut différents éléments. Voici une liste non exhaustive de ces éléments :
- La formation présentielle - Ce type de formation implique la présence du formateur pouvant ou non s'appuyer sur une plateforme numérique.
- La formation en rotation (également nommée semi-présentielle) – les apprenants évoluent au cœur d'un cycle de formation alternant apprentissage en ligne et formation présentielle.
- La formation dite "Flex" – La majorité de la formation se déroule par l'intermédiaire d'une plateforme en ligne et met à disposition des formateurs pour un soutien en face à face ou via la plateforme.
- La formation dite "Laboratoire" - L'ensemble de la formation est accessible en ligne mais requiert à l'apprenant de se rendre dans un centre de formation précis afin d'y accéder.
- Le self-blend - Permet aux apprenants de compléter leur formation à l'aide d'une plateforme en ligne.
- La formation en ligne - L'ensemble de la formation et des enseignements sont délivrés en ligne et sont sujets à évaluation en ligne. En cas de nécessité, des entretiens en présentiel peuvent être organisés.

De nombreuses formations en blended learning se fondent sur le modèle suivant : formateur + support numérique + compléments formatifs.

## Le blended learning ou apprentissage hybride dans la formation professionnelle
Le blended learning est une pratique faisant des émules au sein de grandes entreprises dans différents domaines de formation. De la formation linguistique professionnelle à la formation technique comme les habilitations basse tensions de grands journaux proposent d'ailleurs des plateformes de recherche pour ces formations.
De plus, depuis le lancement du Compte personnel de formation (CPF) par le gouvernement français en 2015 en remplacement du Droit individuel à la formation (DIF) permettant à un employé changeant d'entreprise de conserver ses droits à la formation sans restrictions contrairement à son prédécesseur, le CPF a permis depuis son lancement à de nombreux salariés de se former malgré des évolutions de carrières qui auraient pu rendre ces formations impossibles avec le système précédent.

## Avantages et inconvénients

### Avantages

#### Pour les enseignants
Plusieurs avantages pour l’enseignant de pratiquer ce type de formation : [réf. souhaitée]:
- Avoir un meilleur suivi sur la progression de l'apprenant.
- Améliorer le soutien pour l'apprenant en combinant des méthodes d'apprentissage privilégiées.
- Une meilleure interactivité entre les enseignants et élèves, grâce au forum ou salon de discussions en ligne.
- Réduire certains coûts : déplacements ou locations de ressources.

#### Pour les apprenants
- Accroître l'intérêt des élèves : lorsque la technologie est intégrée aux cours, les apprenants sont plus susceptibles d'être intéressés, concentrés et enthousiasmés par les matières qu'ils étudient.
- Une augmentation de l'engagement pour suivre le cours[8] et une réduction de l'abandon[9].
- La communication entre les pairs est améliorée. Les technologies numériques étant utilisées pour la partie à distance de ce type de formation, les étudiants ont à leur disposition des moyens de communication accessibles à tout moment[10].

### Inconvénients
- Augmentation de la charge de travail pour l'enseignant dans la création de ressources pédagogiques hybrides.
- Le temps de familiarisation et de maîtrise de l’outil informatique en tant qu'apprenant ou enseignant.
- L'autonomie et la rigueur nécessaires à distance peuvent provoquer un manque de motivation chez l'apprenant.
- Les problèmes techniques qui peuvent survenir comme par exemple, une perte de connexion internet durant un cours à distance en synchrone.

## Conception d'un modèle hybride
Il n'existe pas de méthode pré-conçue mais les quelques cas suivants peuvent servir d'exemples : 
L'université de Floride centrale en association avec l'Association américaine des collèges et universités d’État propose sur leur site Blended Learning Toolkit une explication concise sur les éléments à prendre en compte élaborer sa formation de façon hybride :
- Méthode pédagogique : définition des objectifs pédagogiques à atteindre.
- L'organisation des supports et ses contenus et les lacunes qu'ils viennent combler.
- Définir une stratégie d'interaction et d'évaluation du cours : Bien définir les types d'activités, de devoirs et d'évaluation. Par quel moyen les apprenant seront amener a interagir entre eux durant les séances de formation et comment sera amener leurs évaluations ?
- La communication : Éléments importants lors des sessions asynchrones, établir les moyens de communication entre les acteurs.
- Considération logistique: La connaissance des technologies mise à votre disposition, la technologie utilisée dans votre établissement comme par exemple Moodle, utilisé dans beaucoup d'universités.

Chaque formation est unique, comme le contenu en ligne de l’enseignement peux varier de 30% a 70%  et que ces objectifs pédagogiques varient eux aussi.  
La Délégation d'Accompagnement à la Création, l'Ingénierie et la Pédagogique (DACIP) de l'université de Lorraine propose un exemple de canevas pour une formation hybride type de 10 séances sous la forme d'une fiche conseil.